# ناحیه انستروم، روزاو، مینه سوتا
ناحیه انستروم (به انگلیسی: Enstrom Township) یک منطقهٔ مسکونی در ایالات متحده آمریکا است که در شهرستان روسو، مینه‌سوتا واقع شده‌است.
 ناحیه انستروم ۹۳٫۲ کیلومتر مربع مساحت و ۵۸۰ نفر جمعیت دارد و ۳۲۸ متر بالاتر از سطح دریا واقع شده‌است.